# Familie (Star Trek: Generația următoare)
„Familie” (titlu original: „Family”) este al doilea episod din al patrulea sezon al serialului TV american științifico-fantastic Star Trek: Generația următoare și al 76-lea episod în total. A avut premiera la 1 octombrie 1990.
Episodul a fost regizat de Les Landau după un scenariu de Ronald D. Moore.

## Prezentare
Jean-Luc Picard își vizitează familia în Franța, iar părinții umani ai lui Worf vin la bordul navei Enterprise. 

## Actori ocazionali
- Jeremy Kemp – Robert Picard
- Samantha Eggar – Marie Picard
- Theodore Bikel – Sergey Rozhenko
- Georgia Brown – Helena Rozhenko
- Dennis Creaghan – Louis
- Colm Meaney – Miles O'Brien
- David Tristan Birkin – René Picard
- Doug Wert – Jack Crusher
- Ian Abercrombie – Voiceover

## Lansare
"Family" a fost lansat pe casetă VHS în Statele Unite și Canada la 6 februarie 1996. Ulterior a fost relansat în SUA la 3 septembrie 2002, pe DVD, ca parte a pachetului Star Trek: The Next Generation, sezonul 4. Primul Blu-ray a fost lansat în Regatul Unit la 29 iulie 2013, și apoi în Statele Unite la 30 iulie.